# Остерзе
Остерзе (нід. Oosterzee) — село в нідерландській провінції Фрисландія. Входить до муніципалітету Фріске-Маррен.
Його площа становить 15,62 км², а населення станом на 2021 рік складало 930 осіб.
Перша згадка про населений пункт датується 1179 роком.

## Галерея

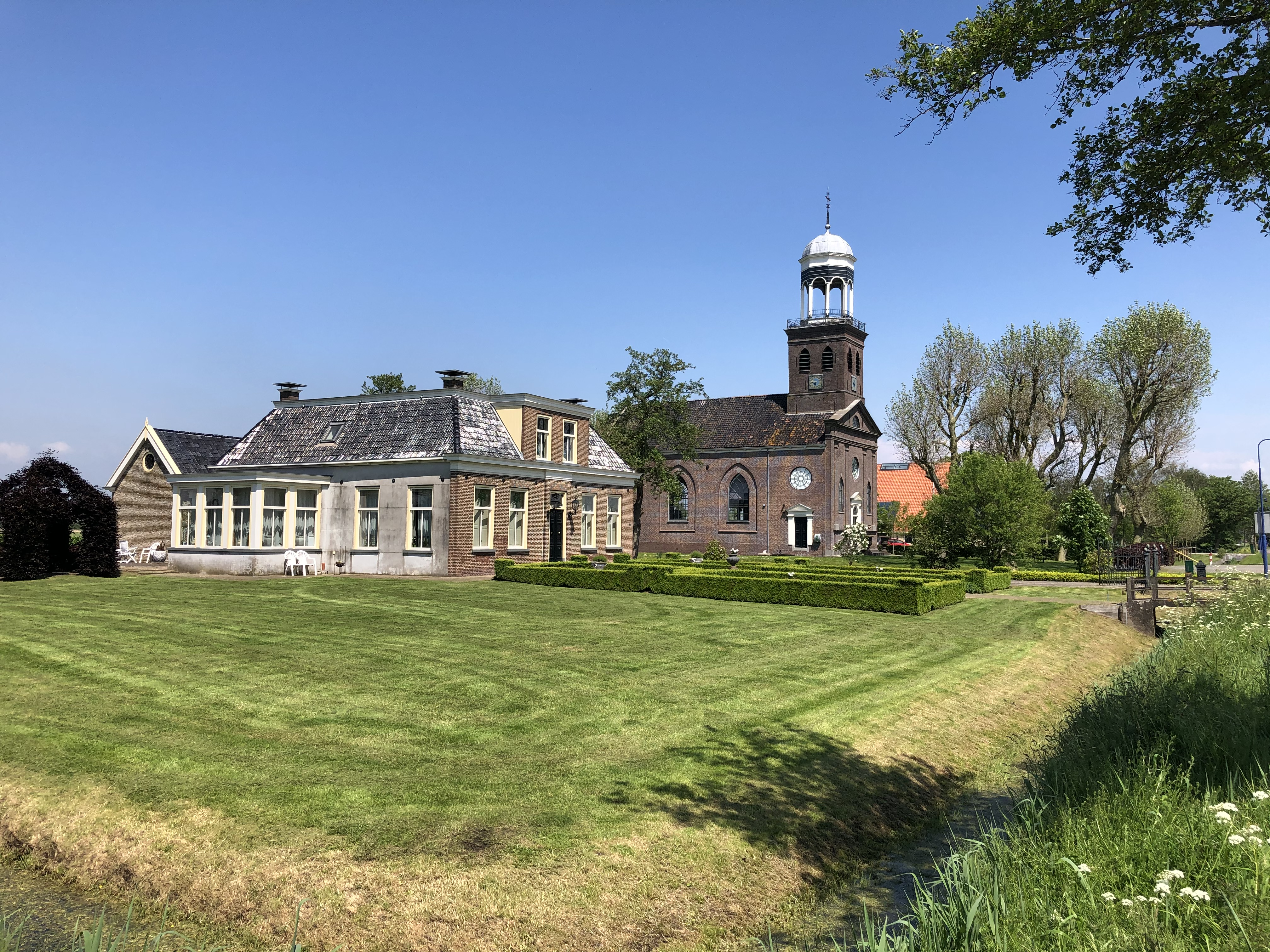
Панорама села
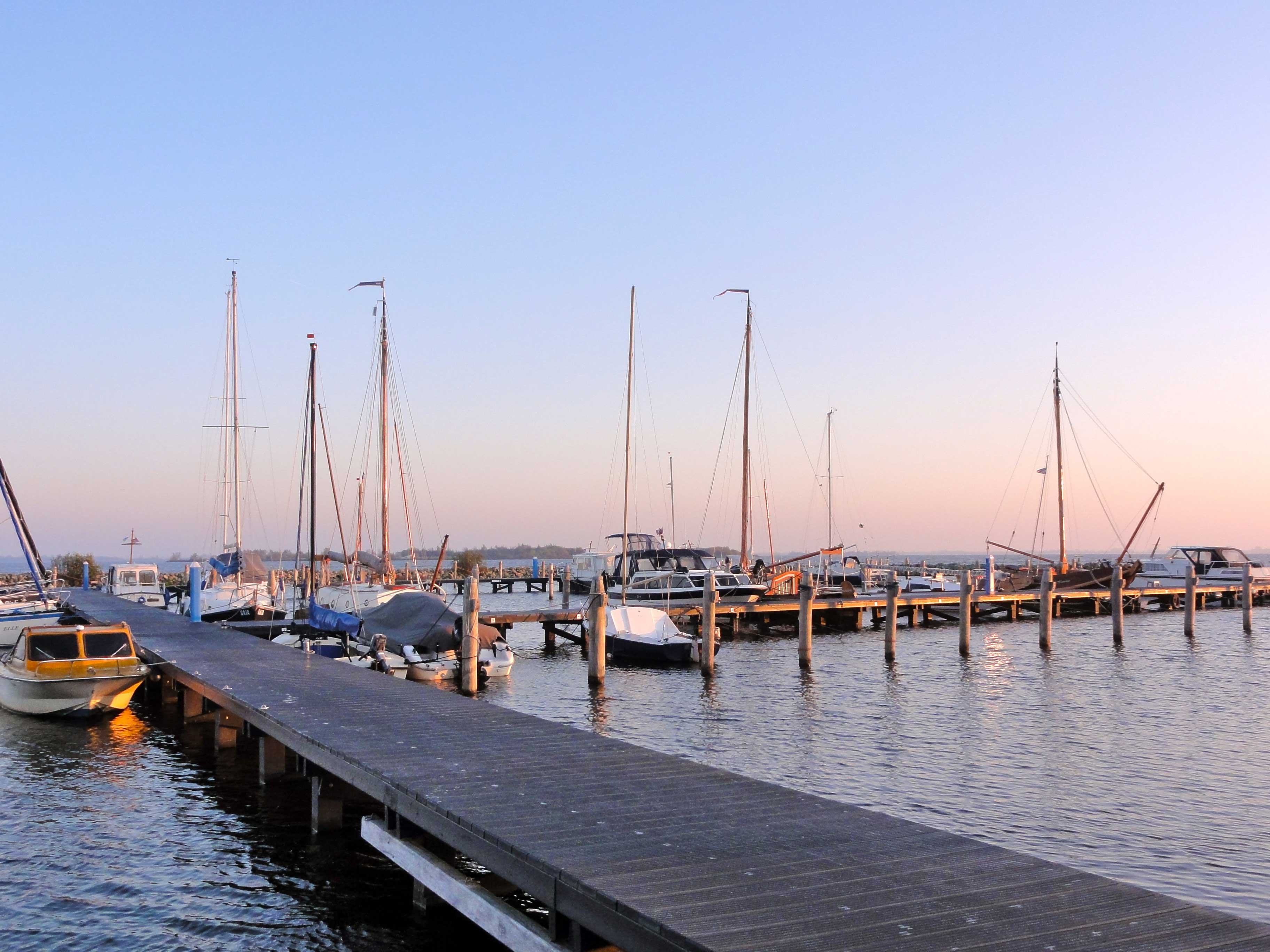
Гавань у селі
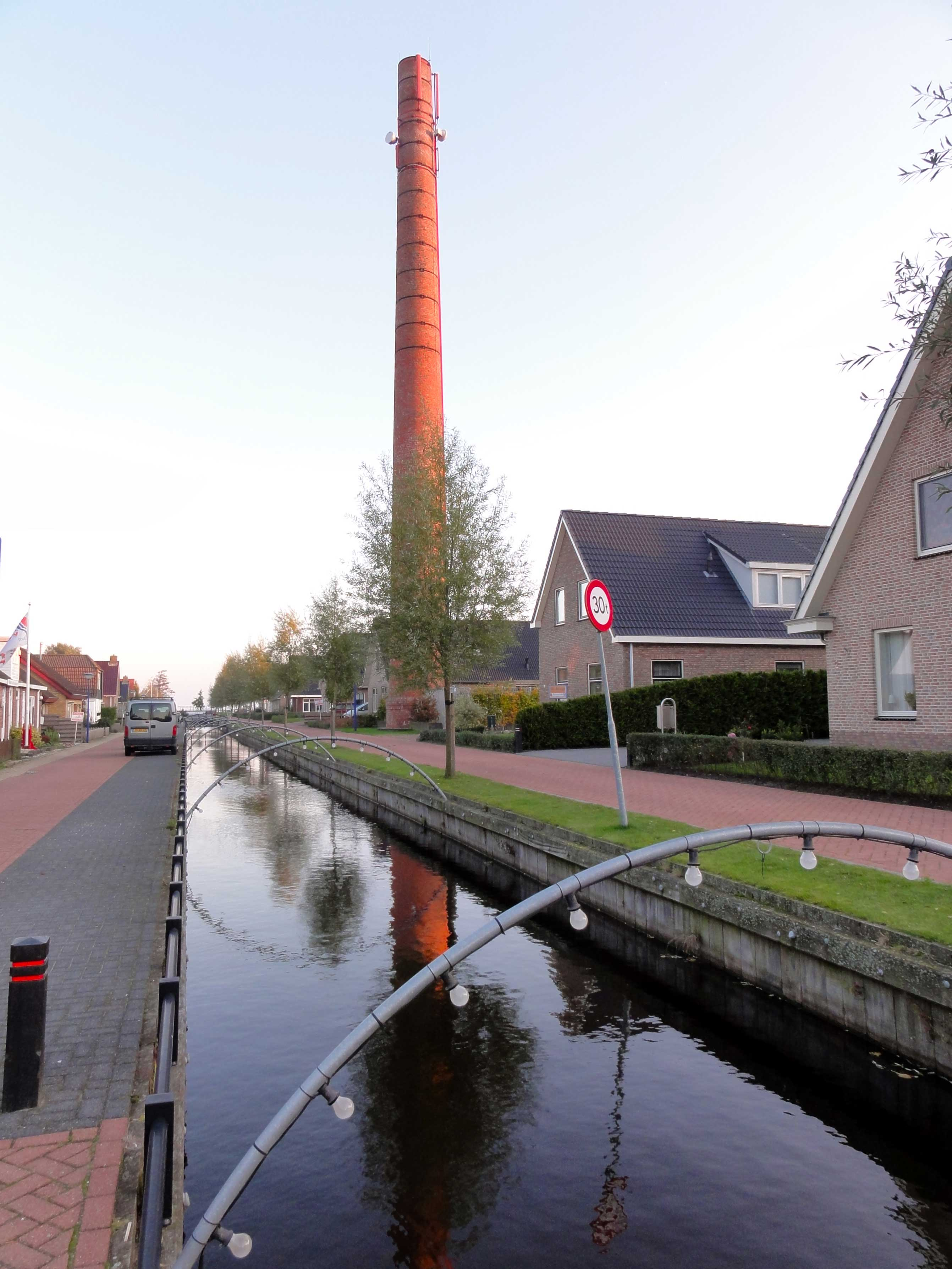
Димар колишнього молокозаводу
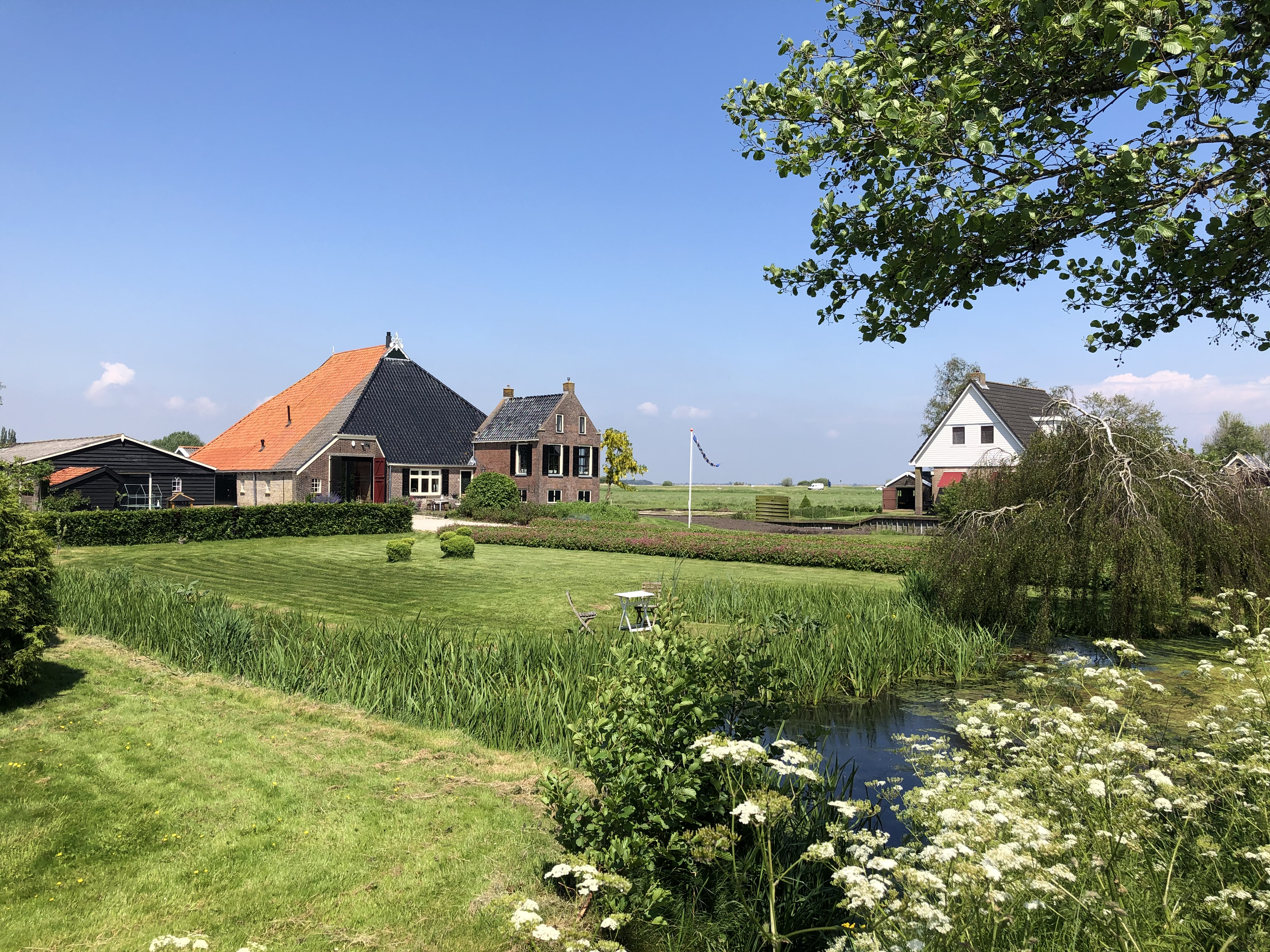
Ферми в Остерзе